# 霍林郭勒市
霍林郭勒市是中华人民共和国内蒙古自治区的一个县级市，由通辽市代管。霍林郭勒与流经的霍林河同义，面积585平方公里。因開發煤礦的需要，霍林郭勒市由扎鲁特旗析出设立。市政府駐河东新区。

## 歷史
1982年，设霍林河办事处。
1985年11月9日，按照《国务院关于内蒙古自治区设立霍林郭勒市的批复》（国函〔1985〕167号文件），设立县级霍林郭勒市，以哲里木盟扎鲁特旗的部分行政区域（辦事處轄區）为霍林郭勒市的行政区域。成立霍林郭勒市，由哲里木盟领导，市人民政府驻珠斯花。
1998年8月8日，該地遭遇百年不遇洪灾。
1999年1月13日，按照《国务院关于同意内蒙古自治区撤销哲里木盟设立地级通辽市的批复》（国函〔1999〕5号文件），撤销哲里木盟和县级通辽市，设立地级通辽市，同時原屬哲里木盟的縣級市霍林郭勒市由自治區直辖，通遼市代管。

## 行政区划
霍林郭勒市下辖4个街道、1个苏木：
珠斯花街道、莫斯台街道、宝日呼吉尔街道、沙尔呼热街道、达来胡硕苏木和霍林郭勒市军马场生态保护区。

## 人口
根據第七次全国人口普查主要数据公布如下：全市常住人口为138676人，与2010年第六次全国人口普查的102214人相比，增加36462人，增长35.67%，年平均增长率为3.10%。

## 交通
- 铁路： 通霍铁路（通辽－霍林河）、锡乌铁路霍林郭勒站
- 公路： 207国道、 304国道、 334国道、 101省道

## 霍林河煤礦
霍林郭勒市因霍林河煤矿的開發而建，該礦是中國五大露天煤矿之一，也是全國第一个自行设计、自行施工的大型现代化露天煤矿。以此為基礎發展煤、电、铝、硅等輕重工業。
1958年，煤田被當地牧民發現。1967年、1969年，吉林省煤田地质勘探公司203勘探队和河北省煤田地质勘探公司116地质队及内蒙古勘探队，在霍林河煤田的浑迪音、沙尔呼热、扎哈淖尔之间进行了大规模勘探，掌握了煤层储量等第一手资料。1973年3月，吉林省煤炭工业局组织吉林省煤田地质勘探公司的一个普查大队、一个电测队、一个地震队、一个测量队计18台钻机共1500人，在霍林河煤田组成“霍林河煤田地质勘探会战指挥部”，到1973年底完成霍林河煤田沙尔呼热区45.64平方公里的精查勘探任务，探明煤田储量19.5亿吨。1974年8月19日，国家计委在给国务院、中央军委关于开发霍林河煤田的报告：“由于这个地区处于中蒙边境国防前哨，修建铁路和建设这么大规模的煤、电工业要慎重考虑。为此，我们曾与总参联系，据介绍这个地区往北地势平坦，一旦打起仗来是苏修进攻东北腹地的主要方向。但另一方面，现在边防前线供应比较紧张，修建铁路对战备也是有利的……”。1974年9月，国家交通部重点工程、贯通哲里木盟中北部的通辽至霍林河的07402公路工程开工。
新华社吉林分社记者李德天通过到有关部门调查采访，写出了一条《吉林省和内蒙古交界处发现大煤田》消息，发表在1975年6月8日的新华通讯社《国内动态清样》第1597期上，称“这个大型煤田是由两个相距二十五公里的吉林霍林河煤田和内蒙古巴彦花煤田组成，总储量达二百六十亿吨，是我国最大的煤田”。1975年6月10日周恩来在《国内动态清样》该消息的纸页的空隙处批示“先念同志，此事如确，单靠吉林省动手太慢，规模太小，速度太缓，请查明，交计委议。”6月12日，李先念批示“送计委办”。随后，林乎加、徐今强等国家计委领导也分别批示。1975年6月16日，在煤炭部和吉林省计委、吉林省煤管局举行的一次交换考察意见会上，对于是否开发霍林河煤田发生了严重的分歧。一方面认为，霍林河煤田虽然地处国防前沿，但是从现代战争观点看，未来战争很难分清哪里是前方，哪里是后方。随着工农业、交通的发展，必将调动部队提供后勤支援。因此，认为霍林河煤田不仅要干，而且还要大干、快干。而另一方面则认为，霍林河煤田地处国防前沿，易受战祸之害。另外交通不便，电源困难，需要新建400公里的铁路，不利于战备，开发起来难度太大，因此不能干。这时，从北京传来周恩来总理的批示和李先念、林乎加等国务院、国家计委主要领导批示精神。煤炭部立即行动，迅速掀起了开发霍林河煤田的热潮。1975年8月22日，华国锋在《关于开发霍林河煤矿问题》批示：“秋里同志，此问题建议在业务组开会时发给大家讲一讲。这样重要的问题（牵涉战备）需要在研究长远规划时一并报主席、中央政治局考虑，你看如何？”
从1976年2月起，建设队伍陆续进入矿区。1976年4月19日吉林省委正式成立“霍林河矿区生产建设指挥部”。这一天，成为“霍林河建矿日”。吴显文任工委书记兼指挥，王健、赵家治、罗廷富、李凤山任工委常委、副指挥。从吉林省辽源等6个矿务局、矿抽调180名干部和技工、从哲里木盟、白城地区22个县抽调3500名返乡知青和下乡知青组成的民兵转为工人（被称为“三千五民兵”），住“地窨子”，历经五年准备，1981年设计能力300万吨的沙尔湖热的南露天矿开工建设。歷經3年建设，1984年9月1日一期300万吨工程投产，国家验收委员会副主任、煤炭部副部长胡富国，自治区人大副主任阿拉坦敖其尔为南露天矿剪彩；中共中央办公厅、国务院办公厅、煤炭部、自治区党委、自治区政府等发来贺电。1985年铁路通车。1988年开始一号露天煤矿二期700万吨原煤生产扩建工程；1992年9月3日扩建工程通过国家验收，正式移交投产，至此，霍林河矿区跻身于国家年产煤炭1000万吨以上特大型煤炭企业行列。
1999年12月26日，全国大型露天煤矿首家改制企业——霍林河煤业集团有限责任公司（简称“霍煤集团”）正式挂牌运营。2001年12月18日，成立霍林河露天煤业股份有限公司。2004年9月，中电投集团与霍煤集团进行资产重组，组建了中电霍煤集团。2008年1月，中电投集团以中电霍煤集团为基础，成立了中电投蒙东能源集团公司，并受托管理中电投集团在内蒙东部地区的白音华煤电公司、元通发电公司、元宝山发电公司、大板发电公司等资产，煤电铝、煤电硅一体化，还拥有蓄水能力为5000万立方米的霍林河水库、蓄水能力3785万立方米的高勒罕水库、赤大白铁路、锦赤铁路、设计年吞吐能力5000万吨的锦州新港，控股霍林河煤田二号露天采区年产1800万吨褐煤的扎哈淖尔煤业有限公司。2007年4月18日，中电投蒙东能源集团控股的霍林河露天煤业股份有限公司在深圳证券交易所正式挂牌上市，是五大露天煤矿中首家发行A股的公司，也是通辽地区第一家上市公司。2007年8月20日，国务院公开发布的《东北地区振兴规划》，霍林河建设大型煤电化基地，霍林河煤电基地至辽宁省负荷中心的500千伏交流输电通道，霍林河煤化工基地，乌兰浩特至霍林河至锡林浩特铁路，霍林河至通辽铁路改造。
2013年10月23日内蒙古自治区经济和信息化委员会正式批准扎鲁特旗鲁北工业园区、霍林郭勒工业园区和扎哈淖尔工业园区整合为「霍林河综合资源循环经济工业园区」，并晋升为自治区级承接产业转移示范园区。2013年12月6日霍林郭勒市成功进入21个「国家循环经济示范城市（县）」行列。